# Parque Natural Lunca Mureșului
O Parque Natural das zonas de cheia do Mureș, criado pelo governo romeno em 2005, localiza-se no oeste da Roménia na periferia da cidade de Arad.
O parque cobre uma área de 17 455 hectares e acompanha o Rio Mureş desde o oeste da cidade de Arad até à fronteira húngara.
O parque apresenta um ecossistema típico de pantanais, com águas correntes, lagos, pântanos e zonas de cheia, com florestas, um local importante para a passagem e nidificação de aves, estando sujeito a cheias periódicas (uma cheia a cada três anos). As florestas (7 500 hectares) no parque são compostas maioritariamente por carvalhos, freixos, álamos negros e brancos, salgueiros e nogueiras negras americanas. Esta área é um local importante para a nidificação e passagem de quase 200 espécies de aves, a maioria dos quais protegida internacionalmente.

## Zonas
Dentro do parque existem 4 zonas de protecção integral:
- Reserva Mista Bezdin Prundul Mare (717,9 ha);
- Reserva natural de tipo florestal, faunístico e florístico Pădurea Cenad (310,5 ha);
- Insula Mare Cenad (2,1 ha);
- Insulele Igriş (7,0 ha).

## Classificações
- 2006 - Sítio Ramsar (zona húmida de importância internacional);
- 2007 - Reserva Europeia Natura 2000 (sítio de importância comunitária - SCI 0108 e área de protecção especial avifaunística - SPA 0069);